# Eugenia Osterberger
Prudència Eugenia Juana Osterberger Luard, coneguda simplement com a Eugenia Osterberger i posteriorment com a Madame Saunier, (Santiago de Compostel·la, 20 de desembre de 1852 - Niça, 8 de febrer de 1932) va ser una compositora i pianista espanyola del Romanticisme.

## Biografia
Filla d'una corunyesa, Emilia Luard Álvarez, i un gravador i litògraf alsacià, Jorge Osterberger, Eugenia Osterberger aviat va demostrar interès per la música, i va aprendre de ben petita a tocar el piano. Després d'estudiar a Compostel·la, va estudiar en un internat de Juilly (Seine-et-Marne, França), a prop de París.
En retornar a Galícia, es va dedicar a fer de professora de francès i de piano, i va viure a la casa familiar fins que es va casar, el 1879. Més endavant es va casar amb l'enginyer francès Francisco Saunier i es va instal·lar a la ciutat de La Corunya. A la ciutat Osterberger va mantenir relació no només amb destacades personalitats de la música gallega del seu temps, sinó també de la literatura, com Emilia Pardo Bazán, integrant-se en la societat El Folk-Lore Gallego, que presidia la mateixa Pardo Bazán. El 1908 es va traslladar amb la seva família a la ciutat niçarda, on va residir fins a la mort.

## Obra musical i pedagògica
La seva obra, en bona part desconeguda, va ser publicada per l'editorial de Canuto Berea a La Corunya (editant obres púrament instrumentals), F. Laurens a París i les editorials de Benito Zozaya i Casa Dotesio a Madrid. Les poques obres conegudes de la compositora compostel·lana inclouen peces solament per a piano i cançons de saló per a veu i piano. A més de destacar la seva producció musical, Eugenia Osterberger va participar en diverses iniciatives de dignificació de la cultura gallega.

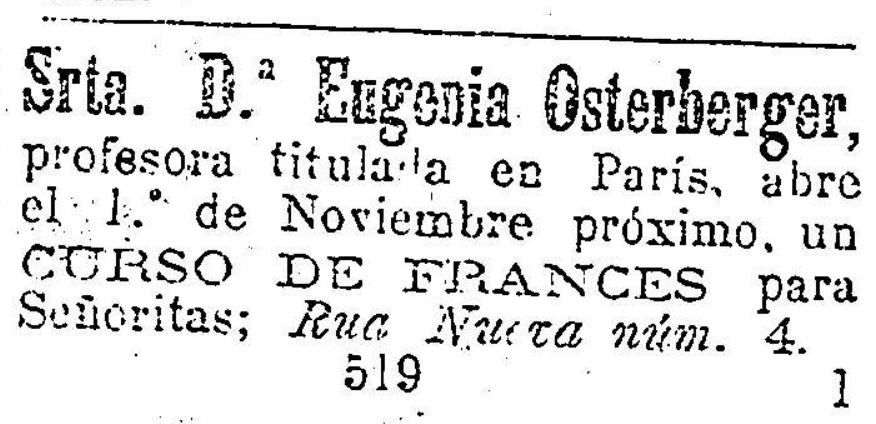
El Diario de Santiago, 19.10.1875

Per les seves contribucions en el camp de la música va ser nomenada membre corresponent de la Reial Acadèmia Gallega quan aquesta es va fundar el 1906.
En l'àmbit de la seva activitat pedagògica, es pot esmentar entre les seves alumnes Pilar Castillo, que després seria una pianista reconeguda internacionalment i que possiblement va ocupar la càtedra de piano a Madrid.

## Reconeixement i memòria
L'any 2017 es va editar un llibre-cedé, que inclou l'enregistrament de 15 peces de l'autora, entre les quals vuit Cántigas i melodies gallegues, l'aria Me mi dicesti o les peces Ausencia, ¡Adiós Galicia! o Falas de Nai.